# Hamry na Šumavě

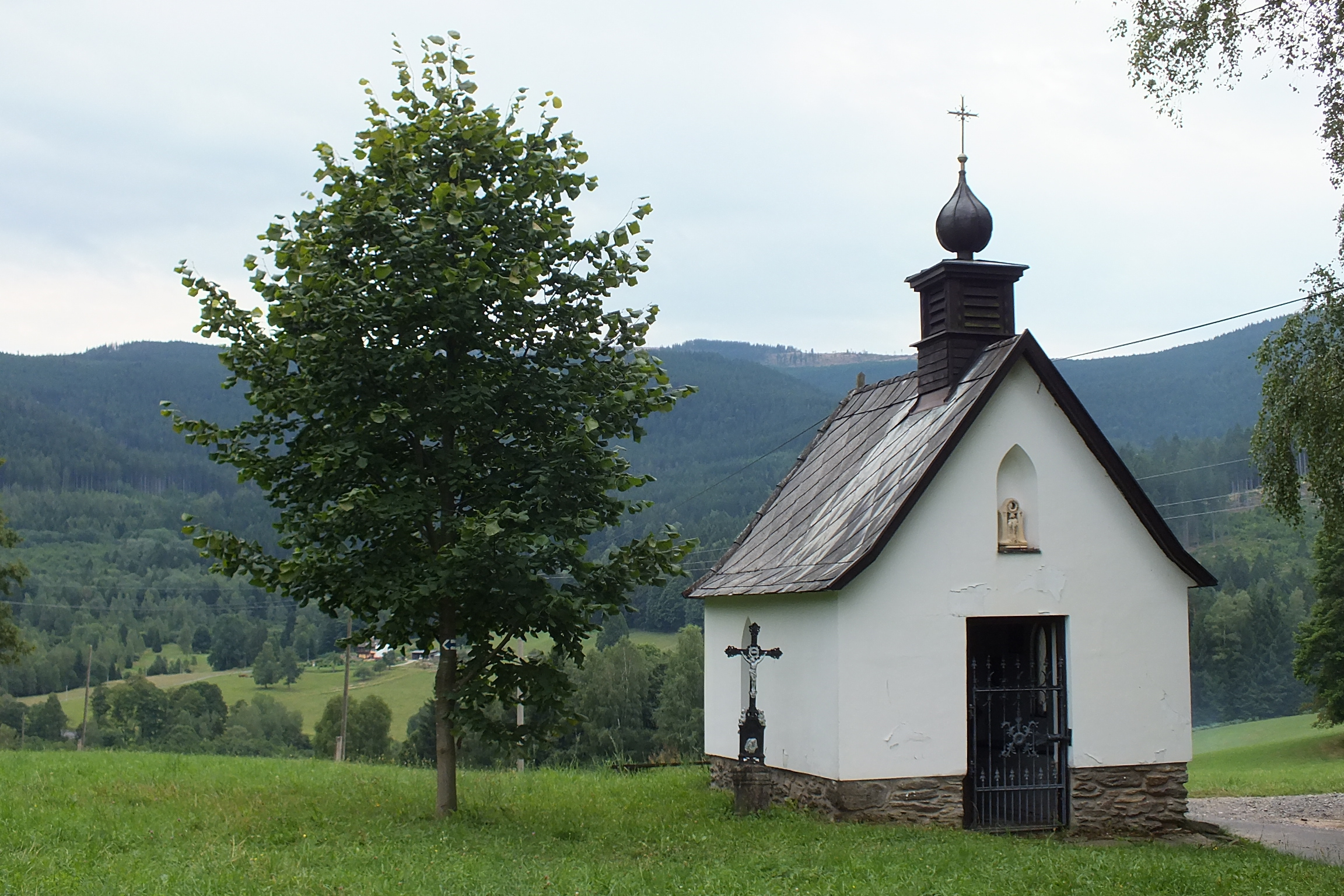
Kapelle

Hamry (deutsch Hammern) ist eine Gemeinde in Tschechien. Sie liegt 21 Kilometer südwestlich von Klatovy und gehört zum Okres Klatovy.

## Geographie
Hamry befindet sich im nördlichen Teil des Böhmerwaldes im Künischen Gebirge am Oberlauf der Úhlava. Nördlich liegt die Trinkwassertalsperre Nýrsko und der Kravař (659 m). Im Osten erheben sich der Malý Prenet (Kleiner Brennetberg, 1006 m) und der Velký Prenet (Großer Brennetberg, 1071 m). Südlich liegen der Jezerní hora (Hohe Seewand, 1343 m) mit der Felswand Jezerní stěna (Seewand), dem Karsee Černé jezero (Schwarzer See), dem Wasserfall Bílá strž (Klammerloch) sowie das Zwercheck (1333 m) und der Velký Kokrháč (1229 m). Im Südwesten erhebt sich der Große Osser. Nordöstlich liegt der Wandergrenzübergang Zadní Chalupy/Helmhof nach Bayern.
Nachbarorte sind Stará Lhota im Norden, Zelená Lhota im Nordosten, Hojsova Stráž im Südosten, Gubrův Dvorec im Nordwesten sowie Lam und Lohberg im Westen.

## Geschichte
Hammern entstand wahrscheinlich zu Beginn des 13. Jahrhunderts im Zuge der Besiedlung des Künischen Gebirges unter Albrecht III. von Bogen. Nach dem Erlöschen des Geschlechts der Grafen von Bogen fiel das Dorf 1273 wieder an die böhmische Krone zurück.
Erstmals urkundlich erwähnt wurde Hammern im Jahre 1429. Das Dorf lag an der entlang der Úhlava von Böhmen nach Bayern führenden Eisenstraße und gehörte zum Gebiet der künischen Freibauern. In der Umgebung des Dorfes erfolgte der Abbau von Eisenerz und an der Úhlava wurden Eisenhämmer betrieben. Im Jahre 1617 war das zur Herrschaft Deschenitz gehörige Hammern eines der acht künischen Gerichtsdörfer. Zu dieser Zeit ist auch in der Hüttstatt die erste Glashütte nachweisbar, der bis zum Beginn des 19. Jahrhunderts weitere folgten. Für den Bedarf der Glashütten an Flussmitteln entstanden in den Wäldern der Muckenhof und der Donnerwinkel als Ansiedlung von Aschenbrennern und Flusssiedern. 1731 entstand die Kirche zum Heiligen Kreuz in Kreutzwinkel. Ab dem Jahre 1773 wanderten einige Familien aus Hammern nach Nordamerika und Brasilien aus. 1830 schlossen sich mehrere Bauern zu einer Genossenschaft zusammen und erwarben 1833 den zur Gerlhütte gehörigen Gerlwald. Das gemeinschaftlich bewirtschafte Forstgut war in 302 Anteile aufgeteilt und umfasste eine Gesamtfläche von 805 ha. Im Jahre 1837 erfolgte die Ausgliederung des Kreutzwinkels an den Kataster von Eisenstraß und dessen Zuordnung nach Hammern.
1850 lebten in der Gemeinde Hammern 1225 Menschen, die Katasterfläche betrug 3530 ha. Anton Ziegler errichtete 1852 eine Spiegelglasschleiferei. 1874 begann die k.k. privilegierte Eisenbahn Pilsen–Priesen mit dem Bau der Eisenbahn von Neuern nach Markt Eisenstein. Nach Vollendung des Spitzbergtunnels fuhr am 22. Oktober 1877 der erste Zug im Bahnhof Hammern-Eisenstraß ein. 1884 entstand mit der Pezoldschen Papierfabrik ein größeres holzverarbeitendes Unternehmen. Im Jahre 1890 stellte die letzte Glashütte den Betrieb ein. 1930 lebten in Hammern 1450 Personen. Nach dem Münchner Abkommen wurde Hammern 1938 an das Deutsche Reich angeschlossen und gehörte zwischen 1939 und 1945 zum Landkreis Markt Eisenstein. Im Jahre 1939 hatte die Gemeinde 1386 Einwohner. Am 3. Mai 1945 besetzen amerikanische Truppen von den Hinterhäusern kommend den Ort. Hamry kam zur Tschechoslowakei zurück. Nach der Ansiedlung von Tschechen im Ort begannen viele der deutschen Bewohner ihr Hab und Gut nach Bayern zu verbringen und blieben teils auch dort. Im Sommer 1946 erfolgte die Vertreibung des größten Teils der deutschen Bewohner über das Lager Železná Ruda nach Bayern. Etwa 400 Deutsche blieben in Hamry zurück und flohen größtenteils 1948 über die bayerische Grenze, nachdem sie ins Landesinnere umgesiedelt werden sollten. Im Zuge der Errichtung des Eisernen Vorhangs entstand 1948 in Zadní Hamry eine Kaserne. Die Gemeinde Zadní Chalupy wurde geräumt und dem Erdboden gleichgemacht, ihre Fluren wurden an Hamry angeschlossen. 1957 erfolgte die Sprengung der Häuser und der Kirche in Křížkov. Der Bahnhof Hamry-Hojsova Stráž erhielt den Namen Hojsova Stráž. Die Papierfabrik wurde in den 1960er Jahren stillgelegt. 1969 entstand die Trinkwassertalsperre Nýrsko. Am 1. Juli 1975 wurde Hamry nach Zelená Lhota eingemeindet und mit diesem zusammen mit Beginn des Jahres 1980 nach Nýrsko. Seit dem 1. Jänner 1992 besteht die Gemeinde Hamry wieder.

## Gemeindegliederung
Für die Gemeinde Hamry sind keine Ortsteile ausgewiesen. Grundsiedlungseinheiten sind Hamry (Hammern) und Zadní Chalupy (Hinterhäuser). Zu Hamry gehören außerdem die Einschichten Hamerský Dvůr (Hammerhof), Gubrův Dvorec (Guberhof), Kollerův Kostel (Kollerkirch), Knížecí Dvůr (Fürstengütl), Na Špirku (Spirker), Rodrovský Dvorec (Röderhof), U Mužíku, Veitlovský Dvorec II (Veitlhof),  und Zadní Hamry (Hinterhammern). Auf den Fluren von Hamry liegt der aufgelassene Ort Křížkov (Kreuzwinkel).
Das Gemeindegebiet gliedert sich in die Katastralbezirke Hamry na Šumavě und Zadní Chalupy.

## Sehenswürdigkeiten
- barocke Wallfahrtskirche der Schmerzhaften Mutter Gottes (sog. Kollerkirche), das Bauwerk entstand zwischen 1773 und 1774 an Stelle der früheren Kollerhof-Kapelle und wurde 1787 zur Pfarrkirche erhoben. 2004 wurde der Marienweg geweiht.
- ehemalige Papierfabrik an der Straße nach Špičák
- Marienkapelle am Gubrův Dvorec, erbaut 1938
- Kapelle am Knížecí Dvůr, 1993 an Stelle des verfallenen Vorgängerbaus neu errichtet
- Marienkapelle am Hinteren Veitlhof
- Kapelle am Fenzlhof
- Gedenkstein an der früheren Kirche zum Heiligen Kreuz in Křížkov, errichtet 1992. Seit 2006 laufen Planungen für die Errichtung eines Wallfahrtsortes Křížkov – Kreutzwinkel.

## Galerie

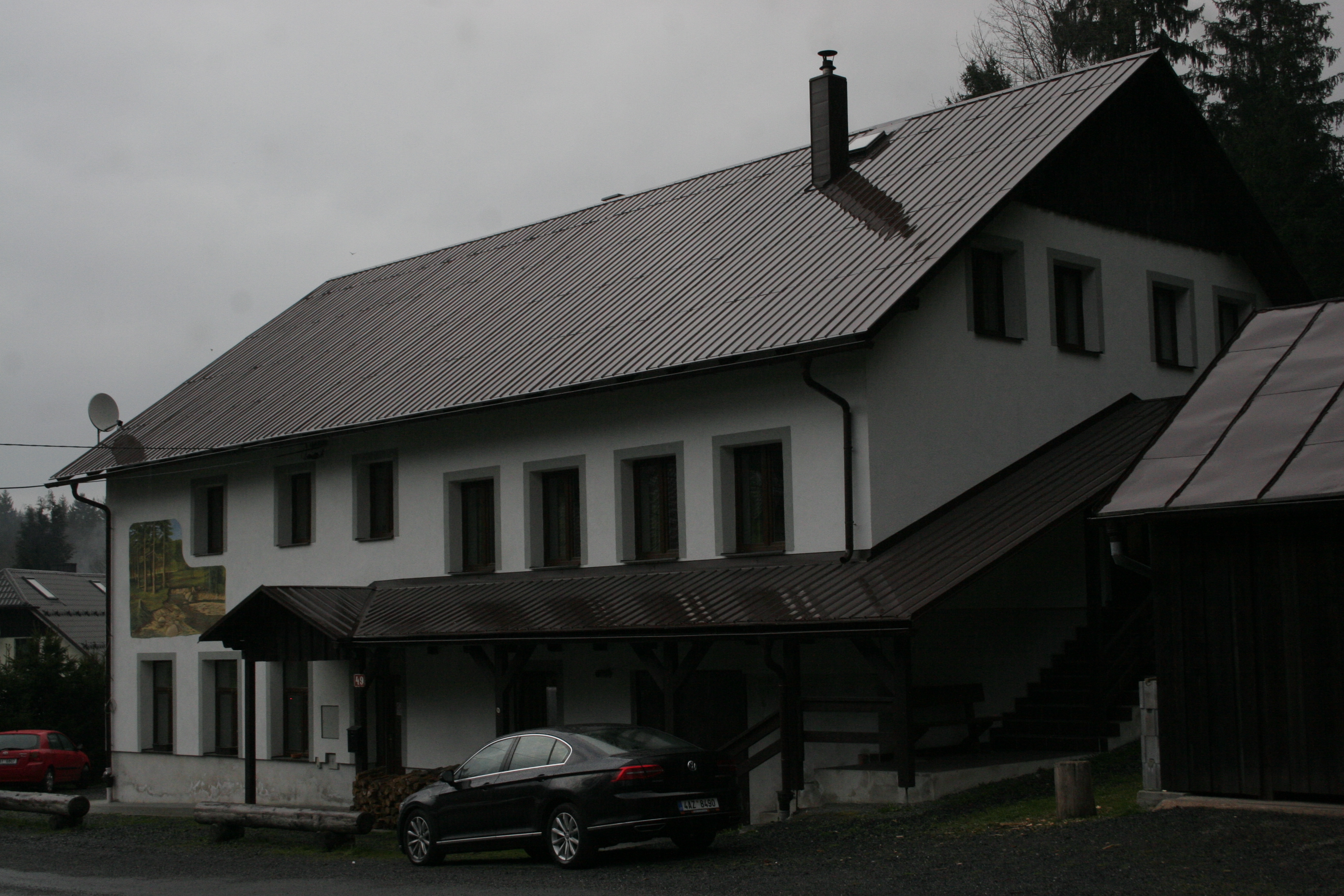
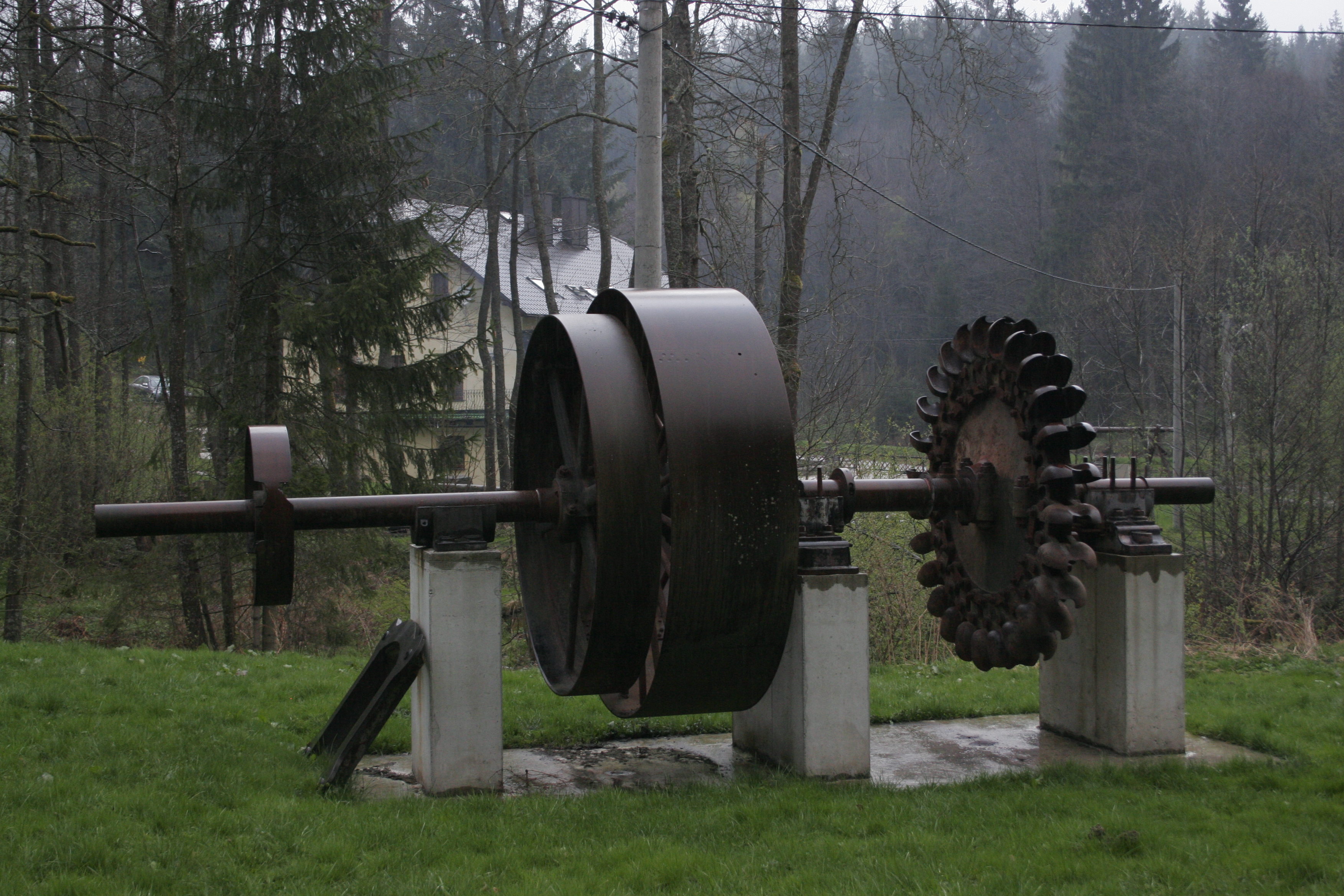
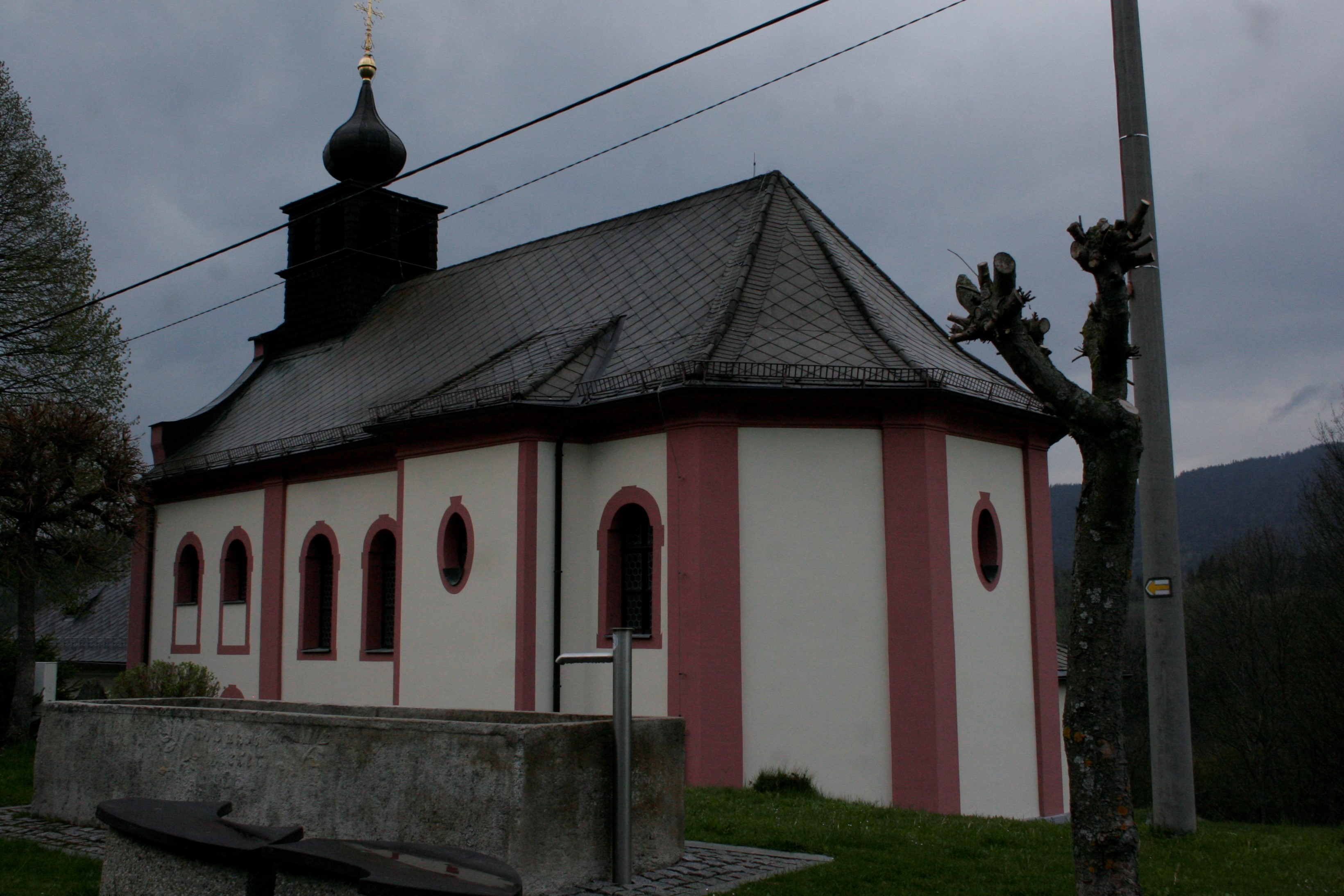